# Æthelstan van Engeland
Æthelstan of Athelstan (Wessex, 893/894 – Gloucester, 27 oktober 939) was koning der Angelsaksen en koning van Engeland van 924 tot 939.
Hij was een zoon van Eduard de Oudere uit diens eerste relatie. Er bestaat onzekerheid over wie zijn moeder was. Na haar dood hertrouwde zijn vader en toen zijn stiefmoeder haar eigen kinderen voortrok, werd hij naar zijn tante Aethelflaed gestuurd, de koningin van Mercia.

Æthelstan wordt wel beschouwd als de eerste echte koning van Engeland. Wellicht was hij de eerste die gekroond werd op de Coronation Stone in Kingston upon Thames in 925. Toen in 927 zijn zwager Sihtric stierf, de Vikingheerser van Northumbria, erfde hij diens positie. Zo werd hij opperheer van Brittannië, aan wie de Welsh en de Schotten schatplichtig waren.

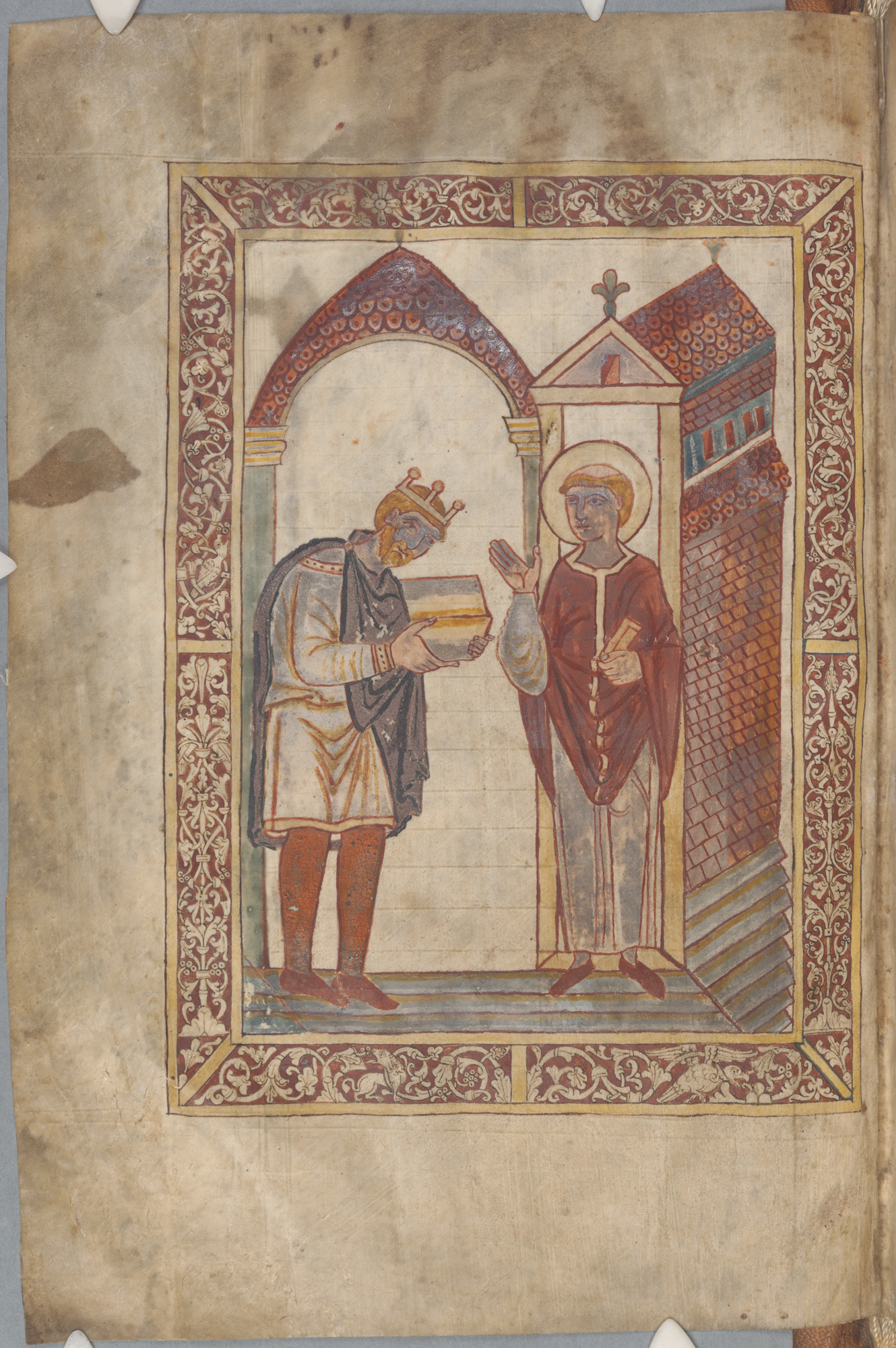
Illuminatie uit het manuscript uit Beda's Life of St Cuthbert, ca. 930

Hij behaalde grote overwinningen op zijn rivalen, waaronder de Denen, en breidde zijn gebied uit naar delen van Wales en Cornwall.
Zijn grootste overwinning tegen een vijandig bondgenootschap van Schotten, Welshmen en Vikingen was in de Slag bij Brunanburh in 937.
Æthelstan vaardigde wetten uit die het bestuur over zijn grote gebied versterkten. Hij vormde bondgenootschappen door vier van zijn halfzusters te laten trouwen met West-Europese heersers. Hij was ook een cultuurliefhebber en verzamelaar van kunstwerken en relieken. Veel daarvan gaf hij weg aan zijn volgelingen en aan kerken, om zich van hun steun te verzekeren.
Ook steunde hij vele kloostergemeenschappen en vooral de abdij van Malmesbury, waar zijn graf te vinden is.
Æthelstan had geen kinderen en werd opgevolgd door zijn halfbroer Edmund I.
- Bibliothèque nationale de France: cb16297152d (data)
- Gemeinsame Normdatei: 12932521X
- International Standard Name Identifier: 0000 0000 2712 5904
- Library of Congress Control Number: n81131769
- Nationale Bibliotheek van Israël: 987007463158505171
- LIBRIS: 346685
- Système universitaire de documentation: 085620130
- Virtual International Authority File: 52764880
- WorldCat: E39PBJpJ9PFdrkwr8vKBfVRMyd

Cerdic · Cynric · Ceawlin · Ceol · Ceolwulf · Cynegils · Cwichelm · Cenwalh · Penda van Mercia/Cenberht (?) · Cenwalh · Seaxburg · Æscwine · Centwine · Cædwalla · Ine · Æthelheard · Cuthred · Sigeberht · Cynewulf · Beorhtric · Egbert · Æthelwulf · Æthelbald · Æthelberht · Æthelred · Alfred de Grote · Eduard de Oudere · Æthelstan